# Gasparo Angiolini
Gasparo Angiolini, szül. Domenico Maria Angiolo Gasperini (Firenze, 1731. február 9. – Milánó, 1803. február 6.) olasz koreográfus, balettáncos és zeneszerző.

## Élete
Gasparo (vagy Gaspare) Angiolini Jean-Georges Noverre francia táncos és koreográfus mellett az egyik fő balettreformátornak számít. Firenzében született, és táncosként kezdte pályafutását Luccában. Néhány észak-olaszországi tapasztalat után 1750 körül Ausztriába ment, Stuttgartban pedig Franz Anton Christoph Hilverding osztrák táncostól és koreográfustól vehetett leckéket, akit később Bécsbe is követett. 1758-ban megbízást kapott az osztrák főváros Imperial Theatre balettjének rendezésére, szorosan együttműködve Christoph Willibald Gluck német zeneszerzővel, akivel 1761-ben megalkotta a történelem első pantomimbalettjét, a Don Juan ou le Festin de pierre-t.
1766 és 1772 között a szentpétervári Imperial Theatre igazgatójaként vette át Hilverding helyét. Visszatérve Itáliába, Velencében dolgozott, majd 1778-ban Milánóba költözött, ahol számos balettjét bemutatta a nemrég felavatott La Scala színházban. 1783-tól 1786-ig megint Szentpéterváron, végül ismét Milánóban tartózkodott 1803-ban bekövetkezett haláláig.

## Irodalmi művei
- Dissertation sur les balets pantomimes des anciens, pour servir de program au balet pantomime tragique de Sémiramis, composé par Mr. Angiolini Maître des Ballets du Théâtre près de la Cour à Vienne, et représenté pour la première fois sur ce 136â Janvier ce. At l'occasion des fêtes pour le mariage de sa majesté, a Roi des Romains , Bécs, 1765
- Gasparo Angiolini levelei Monsieur Noverre-nek a pantomim táncokról, Milánó, 1773

## Bibliográfia
- AA. VV, "Angiolini, Gasparo" in Encyclopædia Britannica, 2007
- Christopher Duggan, A sors ereje: Olaszország története 1796 óta, Houghton Mifflin Company, Boston, 2008, 4-5. o.
- Lorenzo Tozzi, A tizennyolcadik századi pantomimbalett. Gaspare Angiolini, LU Japadre, L'Aquila, 1972

## Fordítás
Ez a szócikk részben vagy egészben  a   Gasparo Angiolini című olasz Wikipédia-szócikk ezen változatának fordításán alapul.  Az eredeti cikk szerkesztőit annak laptörténete sorolja fel. Ez a jelzés csupán a megfogalmazás eredetét és a szerzői jogokat jelzi, nem szolgál a cikkben szereplő információk forrásmegjelöléseként.